# The Damned and Dirty
The Damned and Dirty is een Nederlandse band en speelt onder andere Americana en bluesmuziek.

## Geschiedenis
De band ontstaat in 2012 als een zijproject van twee leden van de band BluesMotel. De opgenomen akoestische Delta blues nummers werden uitgebracht als gratis te downloaden album. Het album werd in datzelfde jaar bekroond met de Dutch Blues Award voor beste cd. In de jaren daarna volgden vier albums en een single, met meer uiteenlopende muziekstijlen waaronder jazz, Americana, Chicago blues en rock.
De single "Bye Bye to Ya" wordt in 2016 gepresenteerd in Paradiso in het voorprogramma van Robert Cray. Het meest recente album Revelation werd geproduceerd door Mario Goossens.

## Musici
De band speelt in diverse formaties. Als duo, met de kernleden Micha Sprenger en Kevin de Harde, maar ook als trio met drummer Erwin Palper en als volledige band. De bezetting is dan aangevuld met drummer Alexander van Meerten, toetsenist Bram Slinger en bassist Dirk van Hoven.

## Prijzen
- 2012: Dutch Blues Awards:
  - Beste CD
- 2013: Dutch Blues Awards:
  - Beste CD
- 2014: Dutch Blues Awards:
  - Beste CD

## Discografie

### Albums
- 2012: The Damned and Dirty
- 2013: Sell Your Soul
- 2014: Rolling Into Town
- 2015: Hoodoo Down
- 2018: Revelation

### Singles
- 2016: "Bye Bye to Ya"